# 東華三院文武廟

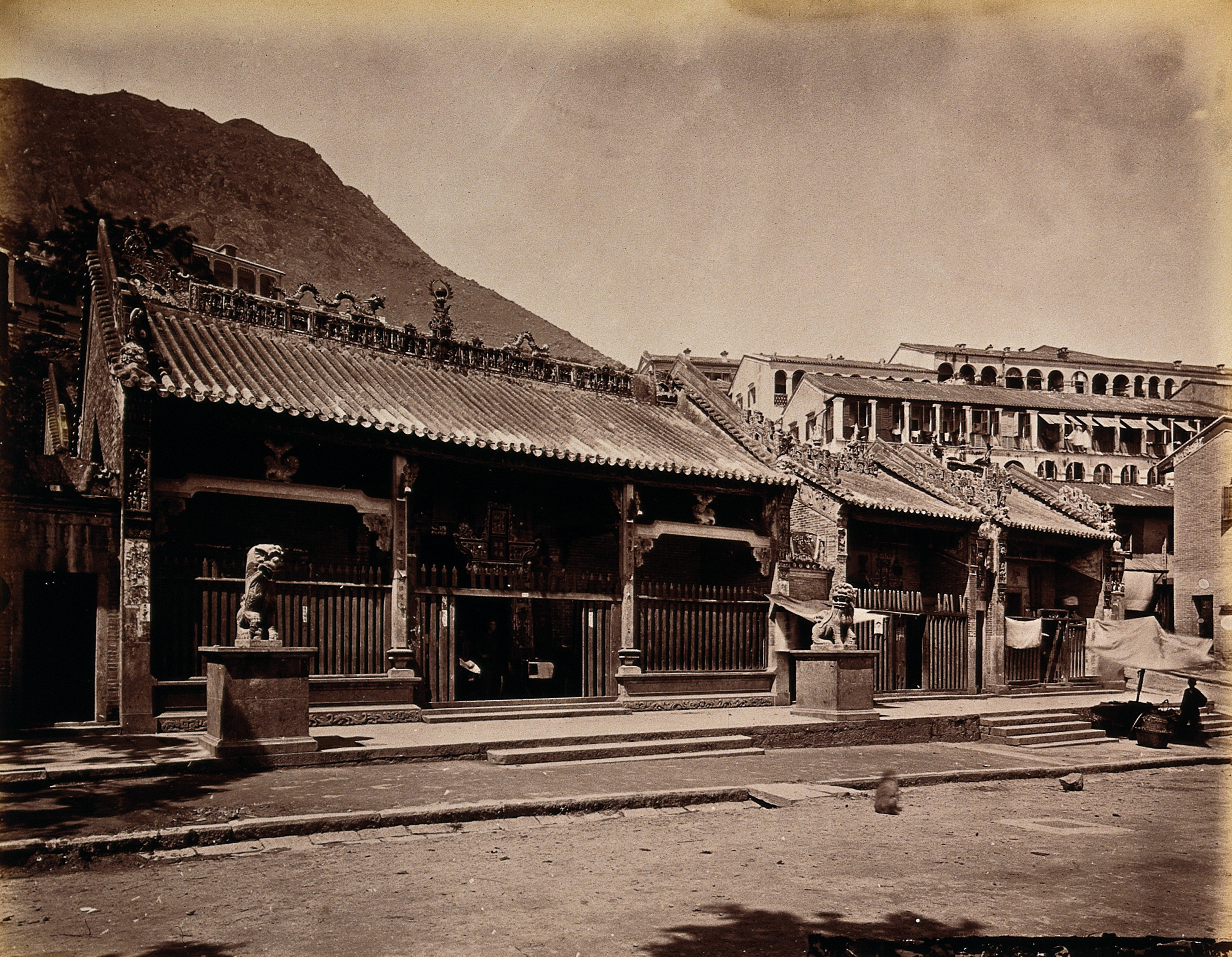
1873年的文武廟

22°17′02″N 114°09′01″E / 22.28395°N 114.1501902°E
東華三院文武廟位於香港上環荷李活道，是香港開埠早期的中式廟宇。由於香港開埠初期，香港的法制還未完善，因此成為早期香港政府批准下可以沿用中國民俗方法進行「斬雞頭、燒黃紙」的宣誓及裁決華人之間的糾紛。直至香港司法制度完善，這種宣誓的儀式才成為歷史陳跡。文武廟於2010年11月12日列為法定古蹟。

## 歷史及結構

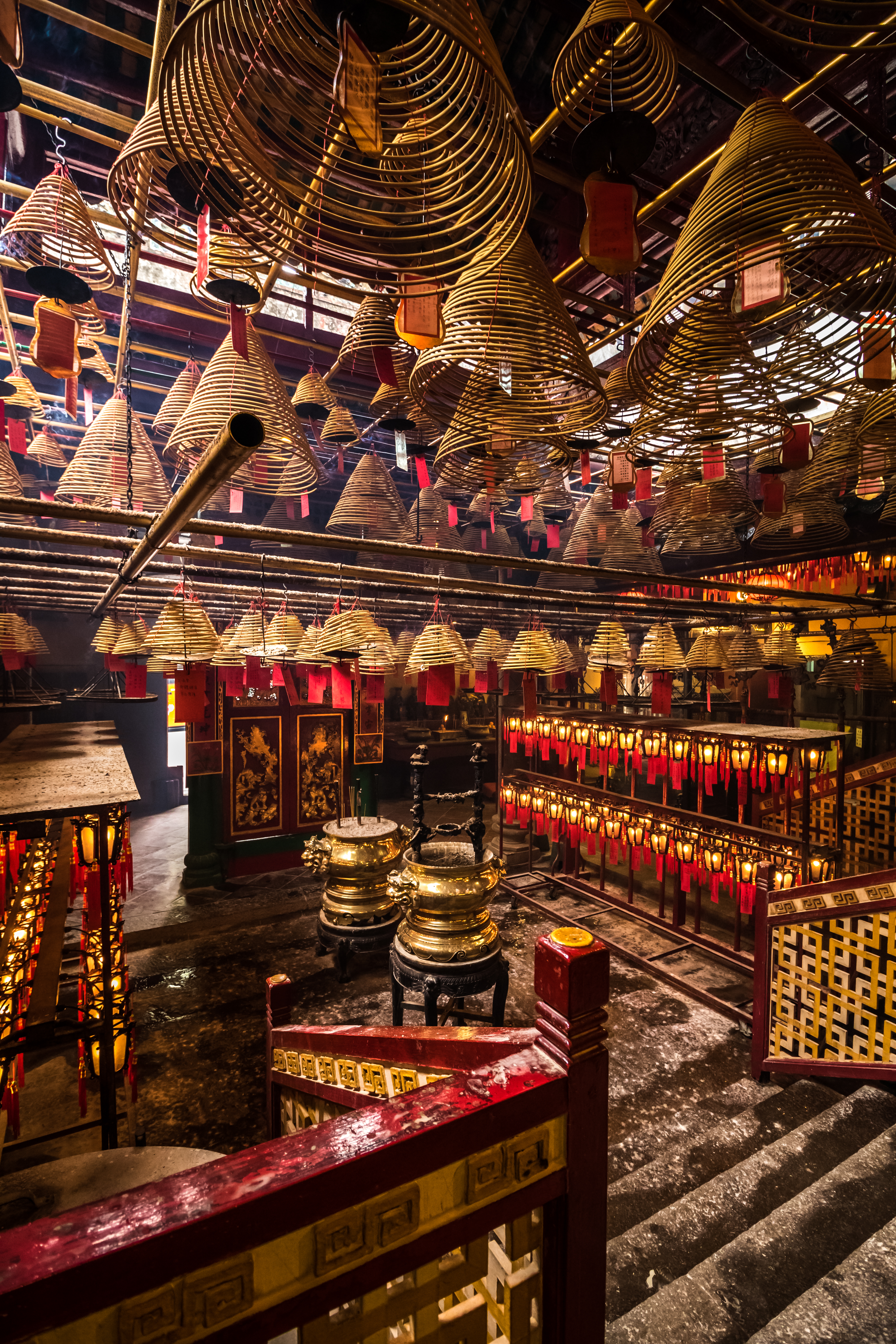
文武廟的塔香

文武廟為廟宇組群，位於上環荷李活道，由文武廟、列聖宮和公所三幢建築物組成。該廟宇由華人富商盧亞貴及譚亞財興建，估計於1847年至1862年期間落成。文武廟主要為供奉文昌及武帝，列聖宮則用作供奉諸神列聖。公所為區內華人議事及排難解紛的場所。三幢建築物以兩條小巷分隔。
1908年，政府制定《文武廟條例》，正式把文武廟交予東華醫院管理。時至今天，東華三院董事局和社會賢達每年仍會齊集廟內舉行秋祭典禮，酬拜文武二帝並同時為香港祈福。文武廟對本港具有重要的歷史和社會意義，反映昔日香港華人的社會組織和宗教習俗。
文武廟為兩進三開間建築，正門外面有兩座花崗石鼓台，前進置有擋中。廟宇按照傳統中式建築布局設計，後進較前進高出幾級，設有供奉諸神的神龕。兩進之間的天井已為重檐歇山頂覆蓋，屋頂由天井四角的花崗石柱支撐，兩側為捲棚頂的廂房。位於文武廟左側的列聖宮原為三進兩院式建築，其後兩個天井加築鋼架屋面。公所為簡單的一進式建築，其花崗石門框至今保存完好，上面刻有公所的建築年份，甚具歷史價值。
文武廟組群屬典型的傳統中式民間建築，飾有精緻的陶塑，花崗石雕、木雕、灰塑和壁畫，盡顯精湛的傳統工藝技術。

## 關於「斬雞頭、燒黃紙」宣誓的典故
香港開埠初期，香港的法制還未完善，現在表示所作供詞並無虛言，只須在監誓官之前舉手宣誓就可以，但在開埠之初，中國人宣誓的方法是燒黃紙及斬雞頭，這是具有法律效力的，但規定要在文武廟內舉行。
1918年，曾有兩個大商人打錢債官司，雙方都拿不出有力的證據，法庭調解無力，只好讓他們到文武廟去「斬雞頭」。師爺、律師同時前去「監斬」。到了廟中，原告不肯先跪下發誓，被告也不肯，於是雞頭沒斬成，回到法庭，法官因原告不肯先下跪發誓，說明他心虛、理虧，反判原告有罪，被告無罪。此案當時轟動了整個香港。直至香港司法制度完善，這種宣誓的儀式才成為歷史陳跡。

## 攝太歲
攝太歲是在農曆春節至正月十五期間，文武廟會出現「攝太歲」的人潮。據中國傳統習俗認為，每一年都有一位神祇（太歲）掌管當年的一切凡間事務。有的人生肖沖犯了這位太歲，便是所謂「犯太歲」，可能會流年不利或百事不順。為求心安理得，他們會到供奉太歲的廟宇，作個太歲福來化解，以求平安順遂，這便是香港人說的「攝太歲」。進入廟後，買一份太歲香包，在太歲符填妥犯太歲者的出生年月，上香祈求後，把太歲符交給廟祝，由廟祝將太歲符「攝」在當值太歲的腳下，即功德圓滿（但年底要回來酬神）。

## 興辦義學
香港開埠初期，香港政府是忽視教育問題的。當時在香港推動教育的，除天主教會和基督教會之外，就是文武廟。香港政府只資助教會學校，沒有資助華人學校，華人學校多由當時的老師宿儒，在港設立學塾，推行中文教育，但這些學塾的學費，不是一般勞苦大眾所能負擔。文武廟是一所社會共同監督的廟宇，廟中的值理看見貧苦兒童無法讀書，因此舉辦義學，實行免費教學。研究香港教育史的人，因此舉辦義學，實行免費教育，是由文武廟提倡的，而不是香港政府提倡。而且文武廟義學的學生，連紙筆墨書籍等，都是免費的，比起一些以傳教為目的的學校的服務性質，更為深入

## 華人社會事務集議之地
文武廟在建廟之初，已是一處集議公眾事務的地方，及香港開埠，又成為集議香港華人社會事務的地方，故廟側建一座＂公所＂作為集會之地，亦作為處理華人糾紛的地方。文武廟可以說是長期在公眾監督之下發展起來，是以沒有神棍敢混跡其間，而廟中的收入，亦在值理監督之下用於公益方面，故廟譽一向良好。由於東華醫院籌備時假文武廟集會，開幕時也在文武廟內集合，文武廟便和東華醫院結下不解之緣，廟中的值理，通常也是東華醫院的值理，夜在廟中的香火錢，亦用於社會。

## 廟旁擬建宿舍計劃
2015年，東華三院計劃把文武廟旁空置10年的東華三院李西疇紀念小學校舍重建為21層青年宿舍。惟在諮詢階段有團體反對建議，例如「城西關注組」表示校舍與寺廟屬同一地段，學校、對面公園（位置曾作戲棚）與文武廟為共生關係，具有百年來華人生活的歷史價值；另外亦有關注青年宿舍的營運或抵觸1908年所定立的《文武廟條例》。
2022年，原李西疇紀念小學校舍重建工程展開。

## 開放時間
- 每日：08:00至18:00

## 照片

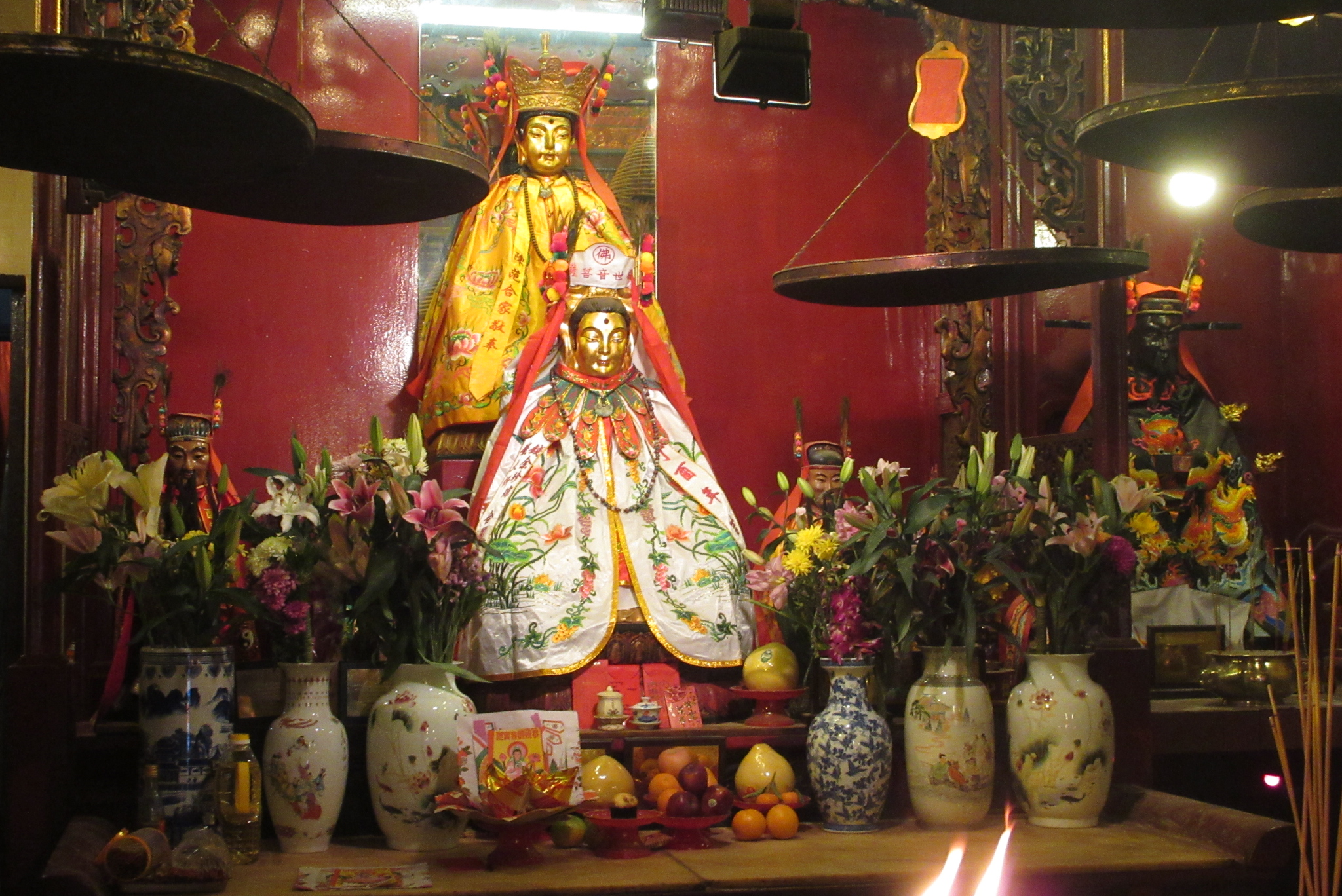
文武廟內貌
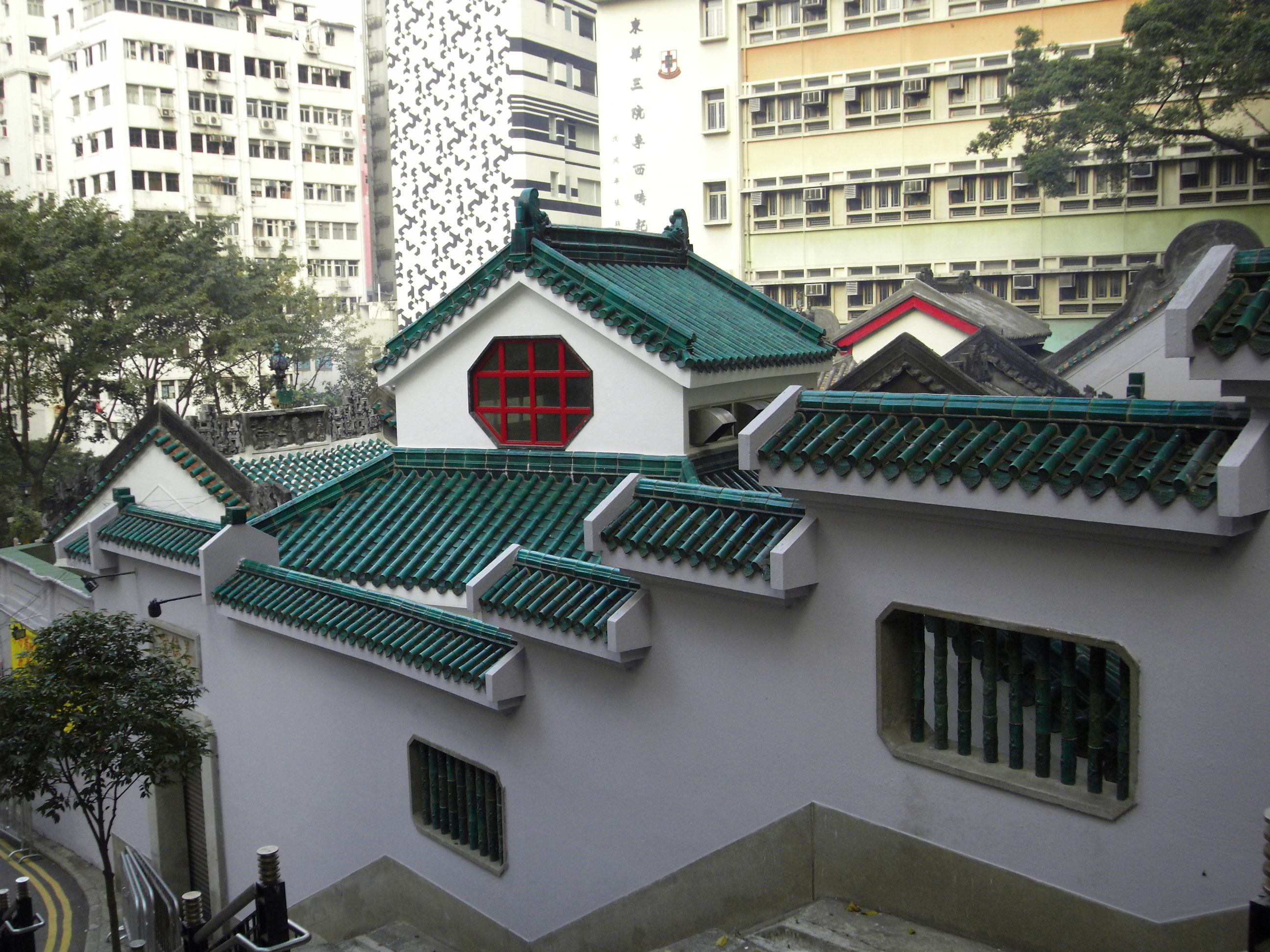
文武廟的瓦頂
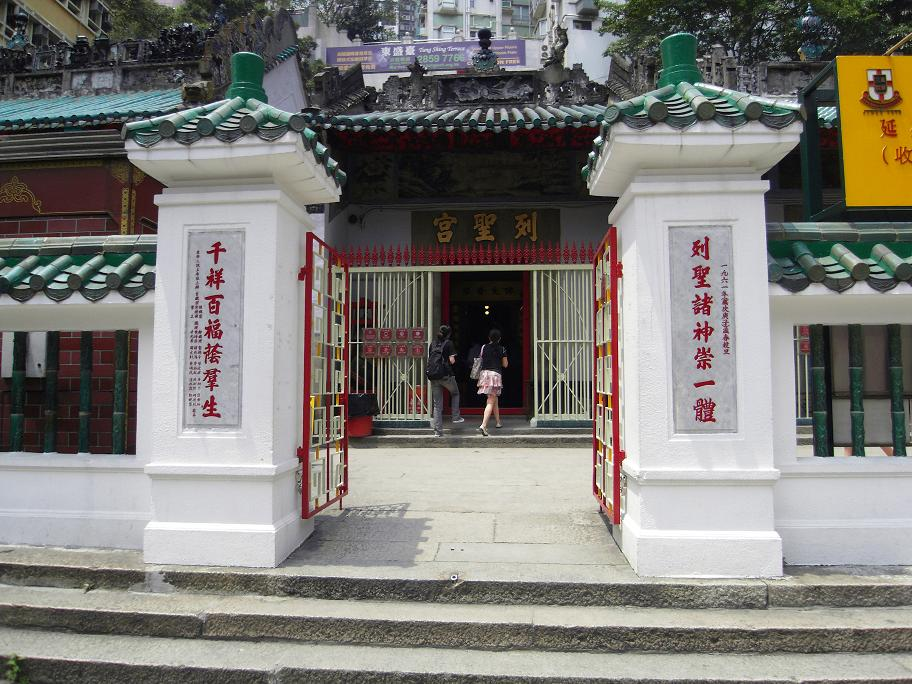
廟旁的列聖宮
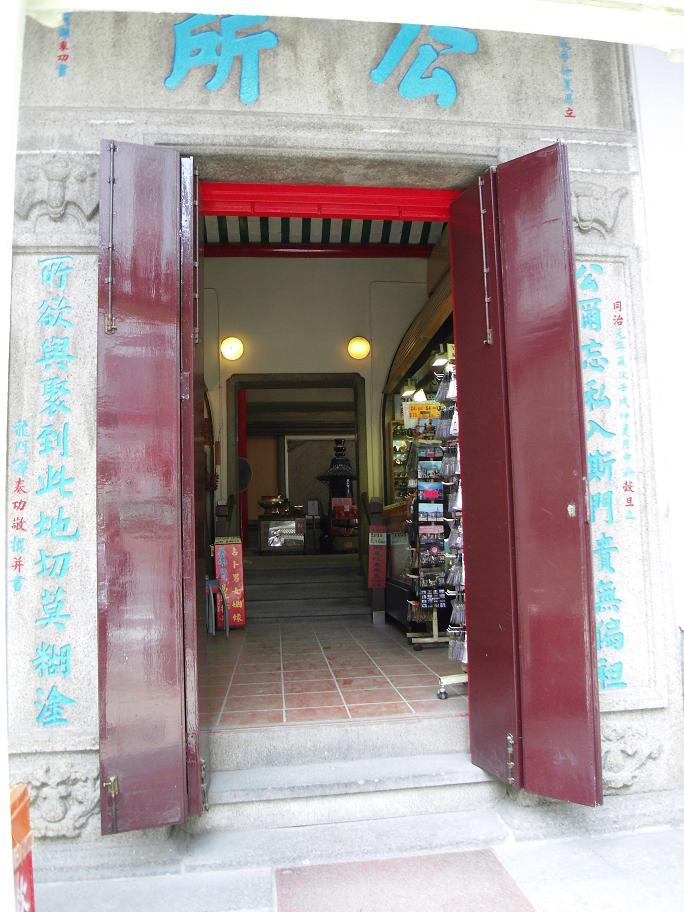
文武廟內的公所是昔日居民解決糾紛的地方

## 交通
- 新巴26線、過海隧道巴士H1線（懷舊之旅）於文武廟對面設有車站。
- 另外，亦可乘坐途經上環的交通工具，步行而至。

## 外部連結
- 東華三院：歷史建築 - 文武廟 （页面存档备份，存于）
- 古物古蹟辦事處：香港法定古蹟 - 文武廟 （页面存档备份，存于）
- 電子版香港法例：第154章《文武廟條例》 （页面存档备份，存于）